# Brixuspolder
De Brixuspolder is een polder ten noorden van Sint Anna ter Muiden, behorende tot de Sluisse- en Zwinpolders.
Het is een polder van 15 ha groot, waarvan het bedijkingsjaar onbekend is, maar dat in de Middeleeuwen ligt. Deze internationale polder ligt deels in de België.
De polder wordt in het westen begrensd door de Nederherenweg, de Nederheerweg en de Schaapsdreef. In het oosten grenst ze aan de Maneschijnpolder en in de zuidpunt van de polder bevindt zich een deel van de kom van Sint Anna ter Muiden.